# Sinti
I sinti sono una etnia appartenente alla più ampia famiglia delle comunità romaní dell'Europa.
L'origine del nome sinti è nella parola indo-persiana Sindh, ad indicare la regione nella valle dell'Indo e lo stesso fiume Indo (Sindhu), nell'attuale Pakistan ed India nord-occidentale, e per estensione tutta l'India.
In Francia, i Sinti sono chiamati Manouches o Manus (nella loro lingua, una delle parole per "uomini"), in Spagna Caminadores sebbene alcune fonti le trattino come etnie differenti. La lingua propria dei Sinti è comunque pressoché la stessa dei Manouches, ed è piuttosto affine alle lingue parlate dai Rom nonché condivide il lessico base dei gerghi parlati dai Kalé: tutte queste etnie condividono una stessa origine linguistica.

## Storia
È opinione diffusa che gli antenati dei Sinti debbano essere partiti come profughi di guerra a causa degli attacchi degli Omayyadi al Regno Sindhi nel 711-713 e della morte di Raja Dahir. La loro presenza in Ungheria è documentata dalla fine del XIV secolo e nell'Europa centrale dall'inizio del XV secolo (1407, Hildesheim, Germania). La lingua dei Sinti indica che sono chiaramente la più antica diaspora indiana immigrata in Europa. Gli antenati di Sinti e Kalé erano Kshatriya Sindhiens, "sinto" deriva dalla parola "sindho" che significa "abitante del Sindh" (ora Pakistan). Una ricerca condotta da Louis de Gouyon Matignon mostra che il 50% di Sintikes, la lingua Sinti, proviene dalla lingua hindi. È un dialetto germanizzato (nel nord) ed italianizzato (nel sud).
La storia recente dei Sinti è analoga a quella della popolazione Rom: furono perseguitati in tutti i Paesi europei subendo di volta in volta pratiche di inclusione (schiavizzazione nei paesi dell'Est Europa) ed in particolare in Romania (schiavitù abolita solo dopo il 1850), esclusione (cacciata dai territori) e discriminazione.
Il nazismo riservò ai Rom e Sinti lo stesso trattamento riservato agli ebrei, ai testimoni di Geova ed agli omosessuali. Essi furono deportati in campi di concentramento. Si stima che circa 500.000 tra Rom e Sinti trovarono la morte nei campi di sterminio durante il Porajmos. Anche nel fascismo italiano i Sinti furono severamente discriminati ed internati in campi di concentramento.
Tradizionalmente i Sinti hanno esercitato l'attività del giostraio e del circense. Tra i più famosi circensi italiani di origine sinta ci sono Moira Orfei e la sua famiglia.
Anche la seconda famiglia circense più famosa d'Italia, i Togni, è di origine sinta.
Molti sinti parlano il romaní, ma diversi gruppi utilizzano dialetti influenzati dalle lingue regionali del luogo di insediamento.

## I Sinti e Gitani in Francia
I "Cinti" (Sinti) in Francia sono perlopiù cristiani cattolici, anche se alcuni negli ultimi anni sono entrati nella comunità evangelica, certi sono ancora privi di una dimora stabile, vivono/lavorano e si spostano con le roulotte nel territorio francese.
Oltre alle normali occupazioni dei loro connazionali, l'etnia sinti ha contribuito in modo importante alla storia del circo europeo, ed al successo imprenditoriale di prestigiosi prodotti del settore agricolo francese, quali i vigneti bordolesi.
Un altro nome utilizzato è Gitani, allusivo alla loro presunta origine egiziana (dal latino *aegyptanus, derivato da Aegyptus «Egitto») introdotto dai crociati nel XI secolo.
Un altro termine utilizzato in Francia è quello di Manouches, come l'indiano Manuš.
Fra gli esponenti della comunità, attualmente il più famoso è forse Kendji Girac, che ha vinto la terza stagione del talent show televisivo The Voice: la plus belle voix nel 2014 ed è diventato cantante di successo.

## La divisione in sottogruppi
La divisione che si fa in sottogruppi dell'etnia sinta si basa sul territorio in cui vivono; vi sono così, per esempio, Sinti:
- Gackane (Tedeschi)
- Schtraickhária (Austriaci)
- Valshtiké (Francesi)

Tra gli italiani sono particolarmente presenti: 
- Piemontákeri (Piemontesi), parte dei quali poi trasferiti in Liguria;
- Abruzzesi;
- Napoletani;
- Lombardi;
- Veneti;
- Reggiani.